# 伊地知氏
伊地知氏（いぢちし）は、日本の氏族。平姓秩父氏を祖とする大隅国の国人で、後に薩摩島津氏の家臣となり薩摩藩士として明治維新に至る。維新後には庶流の伊地知正治と伊地知幸介が勲功により華族の伯爵、男爵に叙せられている。両家については伊地知家 (伯爵家)、伊地知家 (男爵家)を参照。

## 越前発祥の大隅伊知地氏
祖は桓武天皇7代の子孫である秩父氏の祖・秩父将恒（平将恒）で、越前国伊知地（現・福井県勝山市伊知地）を領したことから伊地知氏を称した。将恒より13代の子孫伊地知季随は島津氏5代貞久と同番の足利尊氏の内臣であったが、尊氏によって罪人とされたのを貞久の執り成しにより許され、その貞久が許しを得て薩摩国へ下向すると、その臣下となって共に下向、その際に下大隅を拝領したのが大隅国に土着する始めとなった。
伊地知氏は島津氏への忠義篤く、貞久の子で大隅守護である氏久が正平6年/観応2年（1351年）に足利直冬軍と戦った際、季随は氏久の身代わりとなって筑前国金隈（現・福岡県福岡市博多区金隈）にて戦死している。その子の季弘は今川了俊が肥後国水島（現・熊本県菊池市七城町）に陣を布いた際には氏久に同行し、その子季豊は島津8代当主久豊の家老を務め、その孫の重周も島津12代忠治の家老、その子重武も島津14代勝久の家老であった。
ところが、重武の子の重興は宗家を継いだ島津15代貴久に臣従したものの、永禄年間に肝付氏・禰寝氏と結んで反旗を翻した。しかし、禰寝氏が島津方に寝返るなど戦況は悪化の一途を辿り、重興は肝付氏と共に先非を悔いて剃髪した上で島津氏へ降伏した。その後は島津氏の家臣となったが、文禄3年（1594年）に孫の重順が勘気を被り（詳細は不明）重順は浪人となる。ただし慶長6年（1601年）、高野山へ在住していたところを上洛した島津18代忠恒（後の家久）に召されたことで、家臣への復帰がなった。
その後、嫡流のみは先祖の秩父姓を名乗った。
明治維新後、伊地知氏の庶流家から伊地知正治（東征軍東山道先鋒総督参謀、左院議長、参議）と伊地知幸介（陸軍中将）が出ている。勲功により、正治の家系は華族の伯爵家（伊地知家 (伯爵家)参照）、幸介の家系は華族の男爵家（伊地知家 (男爵家)）に列せられた。

## 歴代当主
1. 伊地知季随
2. 伊地知季弘
3. 伊地知季豊
4. 伊地知重持
5. 伊地知重豊
6. 伊地知重弘
7. 伊地知重周
8. 伊地知重武
9. 伊地知重興
10. 伊地知重政
11. 伊地知重順
12. 伊地知重治

## 関連人物
- 伊地知重政 - 10代・重政と同時代にいた同名の庶流。
- 伊地知季安 - 薩摩藩記録奉行
- 伊地知正治 - 伯爵
- 伊地知正一郎 - 伯爵
- 伊地知正輔 - 伯爵
- 伊地知幸介 - 男爵・陸軍中将
- 伊地知彦次郎 - 海軍中将（日本海海戦時、戦艦三笠艦長）
- 伊地知季珍 - 海軍中将
- 伊地知清弘 - 海軍中将
- 伊地知季清 - 陸軍少将
- 伊地知四郎 - 海軍少将、第11代鹿児島市長
- 伊地知弘一 - 海軍大佐、 厳島艦長
- 伊地知貞馨 - 官僚
- 伊地知鉄男 - 官僚、早稲田大学教授
- 伊地知温子 - エレクトーン奏者
- 伊地智啓 - 映画プロデューサー